# 12 декември
12 декември е 346-ият ден в годината според григорианския календар (347-и през високосна). Остават 19 дни до края на годината.

## Събития
- 627 г. - Византийска армия под командването на император Ираклий (на тремиса) побеждава персийските сили на император Хосров II, командвани от пълководеца Рахзад, близо до съвременния гр. Мосул, Ирак, в последната битка от Византийско-персийските войни.

- 1408 г. - Кралят на Унгария Сигизмунд Люксембургски (на портрета) основава Ордена на Дракона за защита на християнството от османското нашествие и прогонване на турците от Европа.  Орденът на Дракона има за цел процъфтяването на европейската култура, готика, катедрали, замъци и рицарски дух.
- 1443 г. – Варненски кръстоносен поход: В Битката при Златица настъплението на кръстоносците, предвождани от Владислав III и Янош Хуняди, към Одрин е спряно от силна турска армия и суровото зимно време.
- 1901 г. - Италианският изобретател Гулиелмо Маркони получава първия трансатлантически радиосигнал в Нюфаундленд, Канада, изпратен от Корнуол, Англия.

- 1911 г. – Старата столица на Индия – Калкута, е заменена с Делхи.
- 1917 г. - Генералисимусът на Република Китай Чан Кайшъ е отвлечен от Чжан Сюелян, бивш военачалник от Манчурия и генерал от републиканската армия.
- 1917 г. – Създадена е татарско-башкирската държава Идел-Урал.
- 1917 г. – Първата световна война: Във Франция става най-голямата железопътна катастрофа – с влак, превозващ войници, при която загиват 543 души.
- 1925 г. – В САЩ е открит първият в света крайпътен хотел – мотел.
- 1941 г. – Втората световна война: България обявява война на Великобритания и САЩ; Унгария и Румъния обявяват война на Съединените щати; Индия обявява война на Япония.
- 1942 г. - Втората световна война: Германски войски под командването на Ерих фон Манщайн (на снимката) и Херман Хот започват Операция Зимна буря в опит за деблокиране на обградените войски на Оста при Сталинград.
- 1955 г. – Във Великобритания е патентован кораб на въздушна възглавница.
- 1956 г. – ООН приема резолюция за незабавно изтегляне на армейските части на СССР от територията на Унгария.
- 1963 г. – Кения придобива независимост от Обединеното кралство, денят се чества като национален празник и Ден на републиката.
- 1979 г. – Родезия си сменя името на Зимбабве.
- 1982 г. – В Ню Йорк е извършена най-голямата за този град кражба на пари – 11 млн. долара, от сейфовете на инкасаторска компания.
- 1988 г. – Състои се премиерата на българския игрален драматичен филм – мюзикъл „АкаТаМус“.
- 1991 г. – В XXXVI народно събрание е внесен закон за конфискация на имуществото на Българската комунистическа партия и останалите тоталитарни организации.
- 1993 г. – На референдум в Русия е приета нова конституция на страната.
- 2000 г. - Върховният съд на САЩ в делото Буш срещу Гор отсъжда, че повторното преброяване на бюлетините, подадени във Флорида за президентските избори, трябва да бъде прекратено, което прави Джордж У. Буш победител.

## Родени
- 1745 г. – Джон Джей, американски политик († 1829 г.)
- 1775 г. – Уилям Хенри, английски химик († 1836 г.)
- 1791 г. – Мария-Луиза Австрийска, втора съпруга на Наполеон († 1847 г.)
- 1814 г. – Хуан Прим, испански генерал († 1870 г.)
- 1821 г. – Гюстав Флобер, френски писател († 1880 г.)
- 1859 г. – Васил Делов, български военен деец († 1938 г.)
- 1862 г. – Христо Славейков, български политик († 1935 г.)
- 1863 г. – Едвард Мунк, норвежки художник († 1944 г.)
- 1863 г. – Михал Калев, български търговец и политик, кмет на Ески Джумая / Търговище (1899 – 1901)[1]
- 1864 г. – Георги Стрезов, български учен († 1938 г.)
- 1865 г. – Антон Кецкаров, български просветител и революционер († 1945 г.)
- 1866 г. – Алфред Вернер, германски химик, Нобелов лауреат през 1913 г. († 1919 г.)
- 1866 г. – Андрей Ляпчев, министър-председател на България († 1933 г.)
- 1874 г. – Панчо Хаджимишев, български дипломат († 1957 г.)
- 1875 г. – Герд фон Рундщет, германски фелдмаршал († 1953 г.)
- 1876 г. – Август Розентал, български художник († 1912 г.)
- 1905 г. – Манес Шпербер, австрийски писател († 1984 г.)
- 1907 г. – Никола Златев, български художник († 1989 г.)
- 1915 г. – Франк Синатра, американски певец и актьор († 1998 г.)
- 1921 г. – Ханс Роберт Яус, германски историк († 1997 г.)
- 1927 г. – Робърт Нойс, американски предприемач († 1990 г.)
- 1928 г. – Чингиз Айтматов, киргизки и руски писател († 2008 г.)
- 1930 г. – Андре Лоуне, френски писател и сценарист
- 1938 г. – Невена Коканова, българска актриса († 2000 г.)
- 1939 г. – Христо Тотев, български кинооператор
- 1942 г. – Фатма Гирик, турска киноактриса
- 1946 г. – Емерсон Фитипалди, бразилски пилот от Формула 1
- 1947 г. – Божидар Манов, български кинокритик и продуцент
- 1948 г. – Сърджан Керим, политик и дипломат от Република Македония
- 1949 г. – Бил Най, английски актьор
- 1962 г. – Трейси Остин, американска тенисистка
- 1965 г. – Румяна, българска попфолк певица († 1999 г.)
- 1970 г. – Дженифър Конъли, американска актриса
- 1970 г. – Хайри Садъков, български политик и икономист
- 1973 г. – Бони, българска попфолк певица
- 1975 г. – Стоян Ставрев, български футболист
- 1982 г. – Дмитрий Турсунов, руски тенисист
- 1984 г. – Даниел Агер, датски футболист

## Починали
- 1204 г. – Моше бен Маймон, еврейски философ (* 1135 г.)
- 1574 г. – Селим II, султан на Османската империя (* 1524 г.)
- 1766 г. – Йохан Кристоф Готшед, немски писател (* 1700 г.)
- 1777 г. – Албрехт фон Халер, швейцарски поет (* 1708 г.)
- 1840 г. – Жан-Етиен Ескирол, френски психиатър (* 1772 г.)
- 1849 г. – Марк Брюнел, френски изобретател (* 1769 г.)
- 1907 г. – Иван Жилев, български революционер (* 1861 г.)
- 1923 г. – Реймон Радиге, френски писател (* 1903 г.)
- 1936 г. – Атанас Гюдженов, български художник (* 1847 г.)
- 1939 г. – Дъглас Феърбанкс, американски актьор (* 1883 г.)
- 1958 г. – Асен Камбуров, български актьор (* 1899 г.)
- 1958 г. – Слободан Йованович, сръбски политик (* 1869 г.)
- 1963 г. – Теодор Хойс, 1-ви бундеспрезидент на Германия (* 1884 г.)
- 1963 г. – Ясуджиро Озу, японски режисьор (* 1903 г.)
- 1964 г. – Борис Карлов, български музикант (* 1924 г.)
- 1979 г. – Борис Стефанов, български ботаник (* 1894 г.)
- 1994 г. – Стюард Руса, американски астронавт (* 1933 г.)
- 1995 г. – Людмил Кирков, български режисьор (* 1933 г.)
- 1999 г. – Джоузеф Хелър, американски сатирик (* 1923 г.)
- 2002 г. – Николай Амосов, украински хирург (* 1913 г.)
- 2006 г. – Питър Бойл, американски актьор (1935 г.)
- 2007 г. – Айк Търнър, американски музикант (* 1931 г.)
- 2007 г. – Ясен Пенчев, български политик (* 1955 г.)

## Празници
- Русия – Ден на конституцията (1993 г.)
- Туркменистан – Ден на неутралитета (1995 г., спрямо Общността на независимите държави)
- Кения (Jamhun) – Ден на независимостта (от Великобритания, 1963 г., национален празник, празнува се паралелно и като Ден на републиката)
- Православна църква – Ден на Свети Спиридон, епископ Тримитунтски чудотворец
- Католическа църква – Обявление на образа на Дева Мария в Гуадалупе (най-големия санктуариум за почит на Божията майка в света – средно 12 милиона пилигрими годишно)